# Miroslav Křiváček
Miroslav Křiváček (17. prosince 1952, Kladno - 14. února 1991) byl český hokejista, pravé křídlo.

## Hokejová kariéra
V lize hrál za TJ SONP/Poldi SONP Kladno. S Kladnem získal 5× mistrovský titul a stal se vítězem PMEZ. V lize nastoupil ve 274 utkáních a dal 105 gólů, celkem za Kladno odehrál 444 utkání a dal 230 gólů. Nastupoval většinou v útoku s Zdeňkem Müllerem a Milanem Skrbkem. Na Mistrovství Evropy juniorů v ledním hokeji 1971 získal bronzovou medaili za 3. místo. Začínal v SONP a PZ Kladno, vojenskou službu absolvoval v Dukle Liberec. Reprezentoval v B-týmu Československa. Po skončení ligové kariéry hrál i za Slavii Praha (1982–1983) a Stadion Liberec (1983–1984).

## Klubové statistiky
| Sezona    | Klub              | Soutěž  | Základní část | Základní část | Základní část | Základní část | Základní část |
| Sezona    | Klub              | Soutěž  | Z             | G             | A             | B             | TM            |
| --------- | ----------------- | ------- | ------------- | ------------- | ------------- | ------------- | ------------- |
| 1973/1974 | TJ SONP Kladno    | 1. liga | 44            | 19            | 10            | 29            | 19            |
| 1974/1975 | TJ SONP Kladno    | 1. liga | 37            | 13            | 5             | 18            | 12            |
| 1975/1976 | TJ SONP Kladno    | 1. liga | 32            | 13            | 15            | 28            | 12            |
| 1976/1977 | TJ SONP Kladno    | 1. liga | 42            | 20            | 18            | 38            | 6             |
| 1977/1978 | Poldi SONP Kladno | 1. liga | 43            | 12            | 13            | 25            | 18            |
| 1978/1979 | Poldi SONP Kladno | 1. liga | 42            | 12            | 11            | 23            | 25            |
| 1979/1980 | Poldi SONP Kladno | 1. liga | 33            | 16            | 9             | 25            | 28            |